# Barbaria

La costa settentrionale del Mar Rosso, indicata come Barbaria nel Periplo del Mar Erythraean.

Barbara, o Barbaria, è un toponimo che si riferiva a due antiche regioni del litorale dell'Africa nord-orientale. Le due aree erano abitate dai Barbaroi orientali o Baribah ("berberi" o barbari) a cui si riferivano gli antichi filosofi greci. Questi abitanti erano gli antenati delle odierne popolazioni locali di lingua afroasiatica, come sudanesi, somali e bejas . Tuttavia è emerso, dai geroglifici, che il nome Barbaria potrebbe avere un'origine più antica e risalire all'egiziano antico
I geografi hanno storicamente diviso la costa orientale dell'Africa in diverse regioni in base ai rispettivi abitanti. In Somalia c'era Barbara, che era la terra del Baribah orientali o dei Barbaroi (berberi), secondo il modo in cui gli antenati dei somali erano chiamati rispettivamente da arabi medievali e antichi geografi greci . Nell'odierna Eritrea ed Etiopia era al-Habash o Abissinia, che era abitata dagli Habash o dagli Abissini, che erano i progenitori degli Habesha .
Secondo il Periplo del Mare Erythraean, un diario di viaggio del I secolo d.C. scritto da un mercante greco con base ad Alessandria, la prima regione di Barbara si estendeva da poco a sud di Berenice Trogloditica, nel sud-est dell'Egitto, fino a nord di Tolomaide Terone nel sud-est del Sudan; la seconda regione di Barbara fu quindi situata appena oltre il Bab al-Mandeb, fino al "Mercato e Capo delle Spezie, un brusco promontorio, all'estremità della costa berbera verso est", situata nella Somalia nord- orientale. Questa seconda regione di Barbara ospitava i cosiddetti porti "lontani". Gli scavi archeologici guidati da Neville Chittick hanno identificato il Mercato e il Capo delle Spezie come l'attuale Damo .
Insieme a vicini Habash ( abissini ) di Al-Habash verso l'interno, il Periplus registra i berberi della seconda regione di Barbara come impegnati in ampi scambi commerciali con l'Egitto e l'Arabia pre-islamica. Il diario di viaggio menziona questi berberi come mercanti di incenso e molte altre merci nelle loro città portuali come Malao, Avalites, Mundus, Mosylon e Opone. Navigatore esperto, l'autore di Periplus indica anche che veleggiarono attraverso il Mar Rosso e il Golfo di Aden per commerciare. Il documento descrive il sistema di governo dei berberi come decentralizzato ed essenzialmente costituito da un insieme di città-stato autonome.I commercianti di queste città-stato utilizzavano l’antico vessello somalo conosciuto come Beden per trasportare le loro merci e beni preziosi.